# سوسیتی هیل، شهرستان میدلسکس، نیوجرسی
سوسیتی هیل (به انگلیسی: Society Hill) یک منطقهٔ مسکونی در ایالات متحده آمریکا است که در پیسکتاوای، نیوجرسی واقع شده‌است. سوسیتی هیل ۳٫۵۹۴ کیلومتر مربع مساحت و ۳٬۸۲۹ نفر جمعیت دارد و ۲۹ متر بالاتر از سطح دریا واقع شده‌است.